# Тривалість гри (футбол)
Правило 7 футбольних правил регламентує тривалість футбольного матчу.

## Ігровий час
Футбольний матч складається з двох рівних таймів по 45 хвилин із 15-хвилинною перервою між ними.
За домовленістю тривалість тайму може бути змінена. Проте домовленості потрібно досягти до початку матчу, і ця домовленість не повинна суперечити правилам змагання.
Перерва між таймами не перевищує 15 хвилин і указується у регламенті змагань.

## Доданий час
У кінці кожного тайму головний суддя додає до основного часу тайму час, вирішиний групою суддівського комітету матчу. Заявлена тривалість доданого часу повідомляється резервним арбітром і складає ціле число хвилин. Не існує строгих правил про розрахунок тривалості: арбітр призначає її «на око» і може на свій розсуд продовжити гру — наприклад, у випадку затримок протягом доданого часу.
На проведення пенальті, призначеного у кінці тайму, виділяється додатковий час.
Матчі, що не були дограні до кінця, переграються заново або дограються — це вирішується згідно з регламентом змагань.
1 липня 2023 року вступили у силу декілька нових правил. Тепер час, витрачений командами на святкування, буде враховуватися суддями при визначенні тривалості компенсованого часу.

## Додатковий час (Овертайм)
Регламент змагань може потребувати додаткового часу для вирішення нічиїх. Див. Визначення взяття воріт (футбол).

## Основний час
Цей неофіційний термін не має чіткого визначення і звичайно означає весь час гри, що пройшов до останнього на даний момент відрізку «доданого» часу — будь то доданий час тайму чи час, доданий для вирішення нічиї.